# Joël Kitenge
Joël Kitenge (Kinshasa, 12 november 1987) is een Luxemburgse voetballer die oorspronkelijk uit Congo-Kinshasa komt. De aanvaller komt uit voor het Luxemburgse CS Fola Esch.

## Nationaal team
Kitenge maakte op 17 oktober 2005 zijn debuut voor het nationaal team tegen Estland.
Hij heeft tot dusver 25 interlands gespeeld en daarin twee doelpunten gemaakt, onder meer tegen Macedonië.
| Interlanddoelpunten | Interlanddoelpunten | Interlanddoelpunten | Interlanddoelpunten   | Interlanddoelpunten | Interlanddoelpunten | Interlanddoelpunten |
| #                   | Datum               | Locatie             | Wedstrijd             | Goal(s)             | Uitslag             | Competitie          |
| ------------------- | ------------------- | ------------------- | --------------------- | ------------------- | ------------------- | ------------------- |
| 1                   | 20/08/2008          | Luxemburg           | Luxemburg – Macedonië | 73'                 | 1–4                 | Oefeninterland      |
| 2                   | 11/08/2010          | Llanelli            | Wales – Luxemburg     | 44'                 | 5–1                 | Oefeninterland      |